# Meulan-en-Yvelines
Meulan-en-Yvelines – miejscowość i gmina we Francji, w regionie Île-de-France, w departamencie Yvelines. Przez miejscowość przepływa Sekwana. 
Według danych na rok 1990 gminę zamieszkiwało 8101 osób, a gęstość zaludnienia wynosiła 2341 osób/km² (wśród 1287 gmin regionu Île-de-France Meulan plasuje się na 262. miejscu pod względem liczby ludności, natomiast pod względem powierzchni na miejscu 789.).

## Współpraca
- Kilsyth, Wielka Brytania
- Taufkirchen, Niemcy
- Arraiolos, Portugalia